# Neustadt an der Aisch
Neustadt an der Aisch (eller: Neustadt a.d.Aisch) er administrationsby (Kreisstadt) og er sammen med Bad Windsheim et af de to centre i den mittelfrankiske Landkreis Neustadt an der Aisch-Bad Windsheim i den tyske delstat Bayern.

## Geografi
Neustadt ligger som navnet siger ved floden Aisch.
Nabokommuner er (med uret, fra nord):
Baudenbach, Diespeck, Emskirchen, Markt Erlbach, Dietersheim, Ipsheim, Sugenheim, Langenfeld.

### Inddeling
I ligger disse bydele, landsbyer og bebyggelser: Birkenfeld med Weiherhof, Buchberg, Diebach, Eggensee med Chausseehaus, Herrnneuses med Oberstrahlbach, Kleinerlbach, Obernesselbach, Unter- og Oberschweinach med Stöckach, Schauerheim med Hasenlohe og Virnsbergerhaag, Schellert og Unternesselbach.

### Udvidelser
Fra 1972 til 1980 blev disse landsbyer og kommuner indlemmet i byen Neustadt:
- Birkenfeld med Weiherhof (1972)
- Diebach (1969)
- Eggensee med Chausseehaus (1970)
- Herrnneuses med Oberstrahlbach (1970)
- Kleinerlbach (1978)
- Obernesselbach (1978)
- Unterschweinach og Oberschweinach med Stöckach (1969)
- Schauerheim med Hasenlohe og Virnsbergerhaag (1972)
- Schellert (1972)
- Unternesselbach (1980)

### Venskabsbyer
Neustadt/Aisch har samarbejde med følgende byer:
- Medlem af samarbejdet Neustadt in Europa, med 36 byer (pr: 06-2008) med navnet Neustadt i Tyskland, Østrig, Ungarn, Tjekkiet og Slovakiet.
- Montespertoli (Italien), siden 1992
- Hino (Japan), siden 1997
- Hluboká nad Vltavou (Frauenberg) (Tjekkiet), siden 1997
- Lipik (Kroatien), siden 1998